# Zähringen

Dobra feudałów na terenie obecnej Szwajcarii ok. 1200 r. – w kolorze zielonym posiadłości Zähringenów

Zähringen, Zähringowie (niem. Zähringer) – średniowieczny niemiecki ród arystokratyczny wywodzący się ze Szwabii. Jego przedstawiciele zyskali znaczne wpływy i zbudowali znaczące księstwo o tej samej nazwie na terenach obecnej zachodniej Szwajcarii i części niemieckiego kraju związkowego Badenia-Wirtembergia. Osiągnęli także znaczne wpływy w Burgundii. Na kontrolowanym przez siebie obszarze założyli wiele miast, w tym m.in. Fryburg Bryzgowijski i Berno.
Kolejni książęta z rodu Zähringen:
- Bertold I (ok. 1000–1078), książę Karyntii od 1061 do 1077
- Bertold II (ok. 1050–1111), syn, książę Szwabii od 1092 do 1098, książę Zähringen od około 1100
- Bertold III (ok. 1085–1122), syn, książę Zähringen od 1111
- Konrad I (ok. 1090–1152), brat, książę Zähringen od 1122, rektor Burgundii od 1127
- Bertold IV (ok. 1125–1186), syn, książę Zähringen od 1152, rektor Burgundii
- Bertold V (ok. 1160–1218), syn, książę Zähringen od 1186, rektor Burgundii

Po śmierci Bertolda V jego władztwo zostało podzielone między hrabiów Urach i Kyburga. Znaczna część zyskała samodzielność od lokalnych feudałów i zyskała status wolnych terytoriów Rzeszy. Od drugiego syna Bertolda I pochodziła dynastia margrabiów, a następnie książąt badeńskich, panująca do 1918 r.

## Nazwa rodu

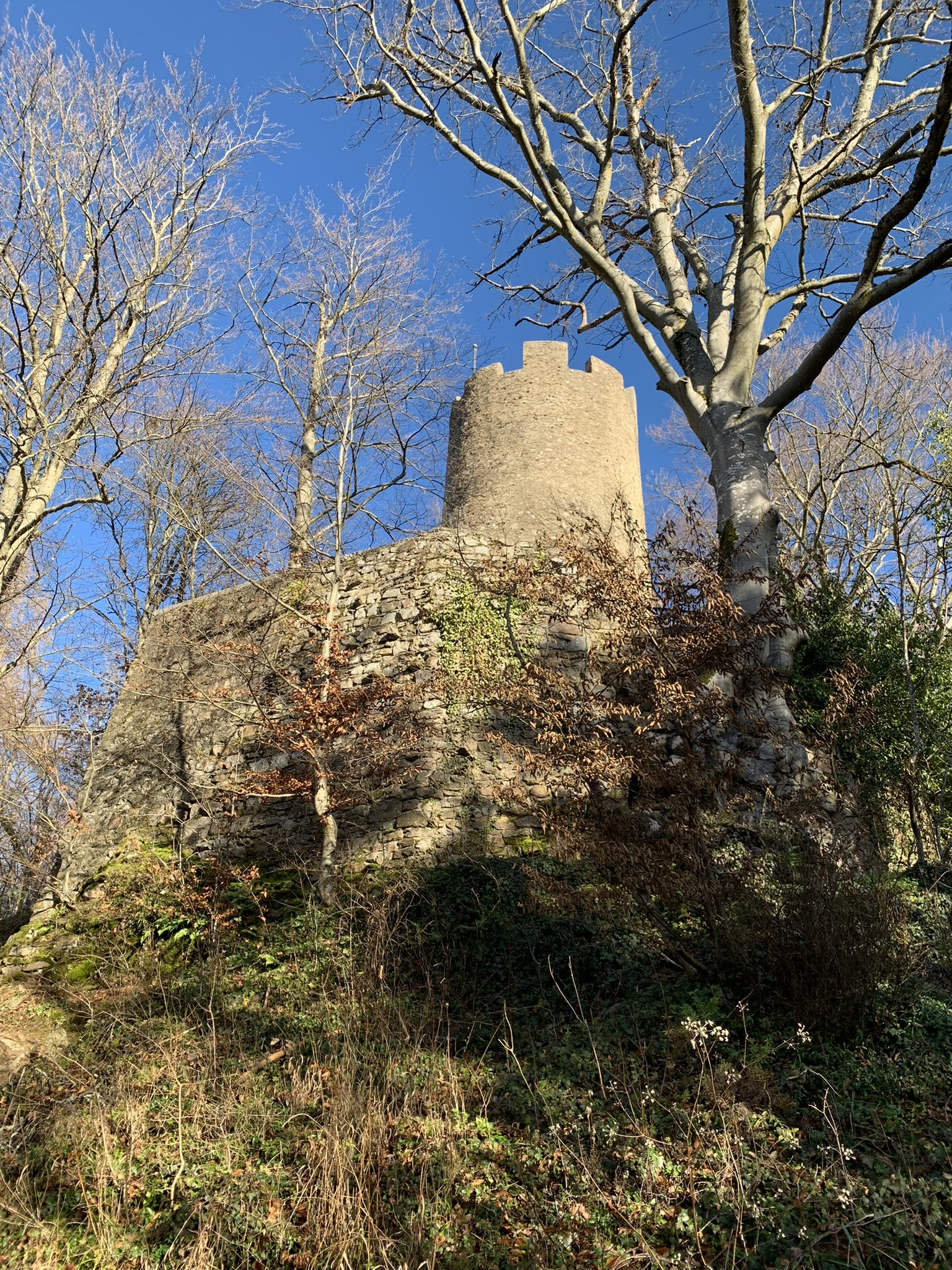
Zamek Zähringer (Gundelfingen, Badenia) od płn.-zach.

Nazwę rodu przyjęto od wioski Zähringen i zbudowanego tam zamku, obecnie w ruinie, położonego dziś w granicach gminy Gundelfingen, niedaleko Fryburga Bryzgowijskiego. Pierwsza pisemna wzmianka o wiosce Zähringen pochodzi z 1008 r., acz nazwa wskazuje na jej wcześniejsze – alemańskie (lub celtyckie) pochodzenie. Istnienie zamku na wzgórzu nad Zähringen wspomina dokument z 1080 r., a z 1102 r. pochodzi pierwszy dokument łączący zamek z lokalnym rodem arystokratycznym, siebie samych nazywającym Herzoge von Zähringen – książęta z Zähringen, którzy zlecili budowę zamku. Z tytułem książęcym nie wiązała się godność mianowanego przez króla urzędnika ani tym bardziej władza książęca (Herzogsherrschaft).